# Parastenocaris luciae
Parastenocaris luciae is een eenoogkreeftjessoort uit de familie van de Parastenocarididae. De wetenschappelijke naam van de soort is voor het eerst geldig gepubliceerd in 2008 door Cottarelli, Bruno & Berera.